# アヴィバ
アヴィバ（AVEVA）は、イギリスに本社を置くエンジニアリング・ソフトウエアプロバイダーであり、当社は英ケンブリッジに本社（HQ）を置く多国籍の情報技術（IT）コンサルティングとソフトウェアソリューションやグローバル大企業の金融資産管理のソリューション専門社である。2023年からはフランスのシュナイダーエレクトリックの完全子会社となっている。当社は1967年、イギリス政府技術省（Ministry of Technology）とケンブリッジ大学がケンブリッジに設立したコンピュータセンター（CADCentre）を基盤に創立された。 2021年にアヴィバが米国のOSIソフト（OSIsoft）を50億ドル（約6,000億円）で買収し、産業界のデジタルトランスフォーメーションに乗り出しはじめた。アヴィバは2021年基準で年間売上高約1,000億円であり、世界40カ国で約1万人の役職員が働いている。
当社はマイクロソフト、アクセンチュアなど20社以上のグローバル大企業と戦略的パートナーシップを締結した。世界的には、AVEVAのエンジニアリング、計画・運営、資産性能、モニタリング・制御ソリューションは、全世界16,000個以上のクライアントに提供されている。当社は、4,200のパートナーと5,700人の公認開発者が含まれた大企業規模の産業用ソフトウェアエコシステムをサポーティングする。日本支社は1998年に設立された。日本のアヴィバ株式会社は、中国、日本、韓国、シンガポールなどの主要なプラント会社、造船会社を顧客とし、業務関係を築き上げてきた。日本国内におけるコンサルタントチームは、アヴィバソリューションを活用する顧客にサポートを提供している。事業内容はプラント、電力、造船業におけるエンジニアリングソフトウエア・ソリューションである。

## 社史
アヴィバ（AVEVA）の起源は、CADセンターの設立に伴い、1967年にイギリスのケンブリッジで始まり、イギリス政府の技術省による政府拠出研究機関で、コンピュータ支援設計手法を開発し、イギリスの産業界の進出を促進するための使命を帯びていた。 最初の監督はアサー・ルウェリンでICLに専門人材の採用と管理を任せた。当センターはCAD研究を行い、ディック・ニューウェルやマーティン・ニューウェル兄弟のような初期の職員も世界的なCADコミュニティーに進出し、アヴィバを通じて広く知られるようになった。 ディック・ニューウェル（DickNewell）は、アヴィバで3D工程工場設計のためのPDMS（プラント設計管理システム）の創設を監督した。 その後、メドゥーサ2D/3D CADシステムで有名なCIS（Cambridge Interactive Systems）とスモールワールド（Smallworld GIS）という二つのソフトウェア会社を共同設立した。 マーティン・ニューウェル（Martin Newell）はその後ユタ大学に進学し、先駆的な3Dソリッドモデリング作業を行い、ポストスクリプト（PostScript）の創始者の一人でもあった。
- CADセンターは1983年に私設会社となり、1994年に初の常務取締役であるボブ・ビショップ博士の主導のもと経営権買収の対象となり、1996年には公式上場会社となった。 2001年にAVEVAに正式社名を変えた。
- 2004年4月21日、同社は造船および海洋設計のための「トリボン」海軍建築ソフトウェアのグローバル供給会社であるトリボンソリューションズを3,500万ドルで買収した。 買収は2004年5月19日に完了した。 トリボン（Tribon）は元々、カーチェム・コンピューター・システムズ（Kockum Computer Systems/KCS）が商業および海軍艦艇を設計するために開発した。KCSは造船所から独立会社に分社され、後にトリボンシステムズ（Tribon Systems）に社名が変わった。プログラム製品群は船舶の設計詳細を含む共通データベースセットを作成すること。
- 2005年3月31日、同社はウェブ協業およびストリーミングプラットフォーム開発会社のリアリティウェーブInc.を320万ポンドで買収した。
- 2009年3月30日、AVEVAはプラント及び海洋産業用製品を専門とする豪メルボルンに本社を置く計測エンジニアリング技術会社であるアイデザインオフィス（iDesignOffice）PtyLtdを買収したと発表した。
- 2010年6月3日、AVEVAグループplcの元所有事業部であるAVEVA Ltdはロジメティックホールディングス（Logimatic Holdings）A/Sから1,280万ポンドでL社のMARS事業を買収したと発表した。 当該買収は2010年6月30日に完了し、MARS製品とサービスがAVEVAのエンタープライズソリューショングループに合併され、主力製品であるAVEVANETソリューションに合わせて調整された。
- 2010年6月3日、AVEVALtdは石油及びガス産業の所有者運営者を対象とする運営完全性管理ソフトウェアのソーラー基盤供給会社であるADBから石油及びガス事業を買収した。
- 2011年10月3日、AVEVAはZ+FUK リミテッドのLFM（Light Form Modeler）ソフトウェア事業部を買収し、3D データキャプチャ市場に拡張できたと発表した。
- 2012年5月23日、AVEVAは1,400万ポンドでビル情報モデリングソフトウェアを提供するベルギーおよびドイツに本社を置くボーカードグループの買収を発表しました。 該当買収でプラント、海洋、建設市場のためのAVEVAの3D構造の細部機能が強化された。
- 2012年12月17日、AVEVAはアラバマ州ハンツビルに本社を置くグローバル麻織ソフトウェア（Global Majic Software, Inc.）の高級視覚化やシミュレーションソフトウェアに関連するすべての資産の取得を発表した。
- 2015年1月5日、AVEVAはエイトオーバーエイト（8over8）有限会社を2,690万ポンドで買収したと発表した。 当社は、石油、ガス及び鉱業及びその他のインフラ産業に対する契約リスクマネジメントソフトウェア（ProCon）を提供する。
- 2020年8月25日、AVEVAは50億ドルでオーエスアイソフト（OSIsoft）を買収することで合意したと発表した。 該当買収件は、イギリスに本社を置く技術会社が交わした最大の買収合併取引の一つだ。 2021年3月19日に83140万ポンドの最終引受手続きが完了した。[7]
- 2023年1月26日、シュナイダーエレクトリックがアヴィバの全株式買収を完了し、完全子会社となった[8]。